# Servomotor
Un servomotor és un actuador rotatiu o lineal capaç de controlar la posició, velocitat o acceleració de l'eix de forma precisa i amb una elevada resposta dinàmica. Aquest tipus de servomecanisme sol estar format per tres elements bàsics: un controlador, un sensor de posició i un motor elèctric, hidràulic o pneumàtic. Hi ha diferents variants d'aquesta configuració, amb els elements separats en diferents mòduls o com els sistemes integrats que incorporen tots els components en un sol dispositiu.
Les característiques d'un servomotor depenen fonamentalment del tipus de motor que s'empri. Els elèctrics són fàcils de controlar i assequibles, recentment s'han popularitzat respecte a les altres opcions gràcies a la seva flexibilitat i eficiència. Els servomotors hidràulics ofereixen una elevada potència en relació amb el seu pes i se solen fer servir en aplicacions on s'han de moure càrregues útils pesants. Finalment, els servomotors pneumàtics són difícils de controlar però poden oferir grans acceleracions a costos baixos.
Els servos s'empren en diverses aplicacions com robots industrials, màquines-eina amb control numèric, radars, discs durs d'ordinadors, sistemes de seguiment i guiatge, entre d'altres. Per aplicacions no industrials hi ha servomotors de modelisme, més senzills i assequibles, que s'empren en cotxes teledirigits o en aparells dissenyats per la cultura maker.

## Servomotors elèctrics
Les màquines elèctriques convencionals s'usen principalment per convertir energia de forma continuada a una velocitat relativament constant. Tanmateix, en certes aplicacions no es busca una conversió d'energia elèctrica a mecànica continuada i constant. Per certes tasques es necessiten grans acceleracions i desacceleracions per canviar de posició ràpidament, per exemple en robòtica industrial. En aquests casos s'empren servomotors, que tenen els mateixos principis d'operació que els motors elèctrics convencionals però generalment tenen un disseny constructiu i un funcionament diferent que ofereix una ràpida resposta dinàmica.

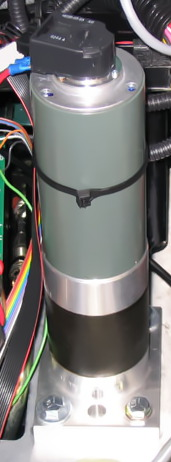
Un servomotor industrial emprat per dirigir un cotxe autònom. El cilindre verd és el motor de corrent continu. La part negra, a sota, és l'engranatge planetari. Finalment, acoblat a l'eix a sobre del motor, hi ha un codificador rotatiu per obtenir informació de posició.

Els servomotors elèctrics són actuadors especialment dissenyats per funcionar en sistemes controlats. Generalment, la potència d'aquests actuadors oscil·la entre menys d'un watt fins a uns pocs centenars de watts. En comparació amb els motors elèctrics convencionals, els servos elèctrics tenen un rotor amb una inèrcia molt baixa i un parell elevat que els permet respondre ràpidament als comandaments. Per reduir la inèrcia del rotor hi ha diferents solucions constructives, com l'armadura en forma de disc o copa. Generalment operen a baixes velocitats i per això tenen unes dimensions més grans que els motors convencionals amb potències similars.
Els servomotors elèctrics es poden classificar segons el tipus d'alimentació: corrent continu o altern. El servomotor de corrent continu fou àmpliament utilitzat durant la major part del segle xx. Actualment es continua emprant perquè ofereix un parell motor elevat a totes les velocitats de funcionament i es pot fabricar fàcilment a baix cost. Tot i això, els servomotors de corrent altern o el motors de corrent continu sense escombretes s'han popularitzat recentment i també són àmpliament utilitzats.